# 古奈良的歷史遺跡
古奈良的歷史遺跡，又称古都奈良的文化財（日语：／ Koto Nara No Bunkazai ?），是指日本奈良縣奈良市內一系列歷史遺跡的總稱。在1998年12月2日，聯合國教科文組織將其登錄為世界遺產，也是日本的第九件世界文化遺產。

## 概要
在西元710年-794年之間奈良是日本的首都，亦即平城京，當時的奈良可說是日本的政治、經濟、文化中心。而此時期與中國唐朝的交流促使了日本文化的形成與發展。在遷都至平安京（今京都市）之後，也以宗教中心的角色而持續繁榮。這段期間在奈良建造的諸多神社、寺院以及皇宮等建築物見證了日本文化在奈良時期的發展。

## 登錄範圍
| 编号    | 名称                   | 图片 | 地址                                         | 坐标                                                      |
| ------- | ---------------------- | ---- | -------------------------------------------- | --------------------------------------------------------- |
| 870-001 | 东大寺                 |      | 奈良县奈良市雜司町406-1                      | 34°41′20.00″N 135°50′23.00″E / 34.6888889°N 135.8397222°E |
| 870-002 | 兴福寺                 |      | 奈良县奈良市登大路町48番地                   | 34°40′59.00″N 135°50′0.00″E / 34.6830556°N 135.8333333°E  |
| 870-003 | 春日大社及春日山原始林 |      | 奈良县奈良市春日野町160                      | 34°40′53.00″N 135°50′54.00″E / 34.6813889°N 135.8483333°E |
| 870-004 | 元兴寺                 |      | 奈良县奈良市中院町11                         | 34°40′40.00″N 135°49′52.00″E / 34.6777778°N 135.8311111°E |
| 870-005 | 药师寺                 |      | 奈良县奈良市西之京町457                      | 34°40′6.00″N 135°47′3.00″E / 34.6683333°N 135.7841667°E   |
| 870-006 | 唐招提寺               |      | 奈良县奈良市五条町13-46                      | 34°40′32.00″N 135°47′5.00″E / 34.6755556°N 135.7847222°E  |
| 870-007 | 平城宫迹               |      | 奈良县奈良市佐紀町、二条大路南、法華寺町一带 | 34°41′31.00″N 135°47′49.00″E / 34.6919444°N 135.7969444°E |

## 登錄標準
古都奈良的文化財因符合下列標準，而被登錄為世界文化遺產：
- (ii) 能在一定時期內或世界某一文化區域內，對建築藝術、紀念物藝術、城鎮規劃或景觀設計方面的發展產生極大影響。
- (iii) 能为一种已消逝的文明或文化传统提供一种独特的，或至少是特殊的见证。
- (iv) 可作為一種建築或建築群或景觀的傑出範例，展示出人類歷史上一個或幾個重要階段。
- (vi) 與具特殊普遍意義的事件或現行傳統或思想或信仰或文學藝術作品有直接或實質的聯繫。

## 軼事
第二次世界大戰期間，中國著名建築師與古建築研究專家梁思成對美軍極力建議將奈良和京都列入禁止轟炸的名單，據說使得這兩座有著眾多日本古建築的歷史名城免於被戰火毀滅。然而此說多見於華文媒體，雖然梁思成確實有此建議，但在日本和西方的媒體或學術研究甚少證據證明就是因為他的建議而導致美軍決定不轟炸奈良和京都。

## 相關項目
- 奈良市
- 古都京都的文化財
- 平城京：日本奈良時代的京城，位於今奈良縣奈良市

## 外部連結
- （日語）
- （日語）
- （日語）

 维基共享资源上的相關多媒體資源：古奈良的歷史遺跡